# السهلة (المحويت)

تعديل مصدري - تعديل

السهلة هي إحدى قرى عزلة بني الوليد بمديرية المحويت التابعة لمحافظة المحويت، بلغ تعداد سكانها 249 نسمة حسب تعداد اليمن لعام 2004.